# Miss
Miss ali mis (angleško gospodična) je naslov ženske, ki je izbrana za najlepšo na kakem lepotnem tekmovanju, denimo:
- Miss Slovenije
- Miss Sveta
- Miss Universe

Moški tekmujejo za podoben naslov Mister.